# Babita
Bhambhani Shivdasani, dite Babita (sindhi : بابیتا), née le 20 avril 1948 à Bombay (Mumbai), est une actrice indienne de premier plan de la fin des années 1960 et du début des années 1970. Elle a arrêté sa carrière en 1974 après la naissance de sa fille Karishma Kapoor. Elle est maintenant plus connue comme mère des actrices Karishma et Kareena Kapoor.

## Jeunesse
Née Bhambhani Shivdasani dans une famille hindoue sindhi, Babita est la fille de l'acteur Hari Shivdasani. Son père organise des auditions avec le producteur GP Sippy, qui est impressionnée par la prestation de Babita et l'engage pour son premier film.

## Carrière
Encouragé par le succès de sa cousine, Sadhana Shivdasani, dans les films hindi, Babita décide de se lancer dans l'industrie de Bollywood. En 1966, Babita tourne son premier film Dus Lakh aux côtés de Sanjay Khan.
L'année suivante, elle tourne dans Raaz avec Rajesh Khanna et dans Farz.  Aulad, Haseena Maan Jayegi, Doli, Anjaana en 1969, Kab? Kyoon? Aur Kahan? en 1970 et Pehchaan. 
En 1971, elle joue aux côtés de Randhir Kapoor dans Kal Aaj Kal Aur. Le film est interprété par trois générations de Kapoor.

## Vie personnelle
Babita épouse en 1971 Randhir Kapoor, fils de Raj Kapoor, et donne naissance à deux filles, Karishma en 1974 et Kareena en 1980.
Après la naissance de leurs filles, leur mariage connait quelque déboires, et Babita décide en 1987 de se séparer de Randhir en prenant ses deux filles avec elle. 
Babita va encourager et soutenir Karishma puis Kareena à devenir des actrices.
Elle vit désormais à Bombay avec sa fille cadette.

## Filmographie
| Année | Film                    | Rôle              | Notes |
| ----- | ----------------------- | ----------------- | ----- |
| 1966  | Dus Lakh                | Rita              |       |
| 1967  | Raaz                    | Asha              |       |
| 1967  | Farz                    | Sunita            |       |
| 1968  | Kismat                  | Roma              |       |
| 1968  | Haseena Maan Jayegi     | Archana 'Archie'  |       |
| 1968  | Aulad                   | Bharti            |       |
| 1969  | Tumse Achcha Kaun Hai   | Sapna Nath        |       |
| 1969  | Ek Shrimaan Ek Shrimati | Deepali Lakhanpal |       |
| 1969  | Doli                    | Asha              |       |
| 1969  | Anmol Moti              |                   |       |
| 1969  | Anjaana                 | Rachna Malhotra   |       |
| 1970  | Kab? Kyoon? Aur Kahan?  | Asha Prasad       |       |
| 1970  | Pehchan                 | Barkha            |       |
| 1971  | Kal Aaj Aur Kal         | Monica 'Mona'     |       |
| 1971  | Bikhare Moti            |                   |       |
| 1971  | Banphool                | Gulabi            |       |
| 1972  | Jeet                    | Kohili            |       |
| 1972  | Ek Hasina Do Diwane     | Neeta             |       |
| 1973  | Sone Ke Hath            |                   |       |